# Apache (трубоукладальне судно)
Apache — глибоководне трубоукладальне судно, яке використовувалось компанією Technip. Перше самохідне судно для прокладання попередньо зварених трубопроводів.

## Характеристики
Ефективним способом пришвидшення та здешевлення робіт з прокладання офшорних трубопроводів є використання попередньо зварених ліній. Їх готують на берегових базах та намотують на котушки великого діаметру (reel-laying), уникаючи при цьому загрожуючих руйнацією деформацій (саме останнє визначає межу для застосування методу, котрий наразі не може використовуватись для трубопроводів великого діаметру). Починаючи з 1970-го року у складі флоту компанії Santa Fe International Corporation (на початку 2000-х стала частиною GlobalSantaFe Corporation) працювала обладнана відповідним чином несамохідна баржа Chickasaw, яка до кінця десятиліття проклала не менше 6000 миль гнучких трубопроводів діаметром до 300 мм. Завдяки набутому при цьому досвіду, Santa Fe International Corporation та суднобудівельна компанія Todd Shipyards Corporation в 1977-му почали створення першого в історії самохідного судна, яке б використовувало метод reel-laying — Apache. Його спорудили на верфі в Галвестоні (штат Техас) та передали в експлуатацію у 1979 році.
Apache могло провадити укладання труб діаметрами від 100 до 400 мм на глибинах до 900 метрів (для діаметру 400 мм — до 600 метрів). Довжина попередньо зварених ліній, намотаних на котушку діаметром 25 метрів (центральна втулка — 16 метрів) та шириною 6,7 метра, могла становити:
- 7 миль для діаметру 400 мм;
- 11 миль в діаметрі 300 мм;
- 17 миль в діаметрі 200 мм;
- 26 миль при діаметрі 150 мм;
- 50 миль для найменшого можливого показника у 100 мм.
Всього котушка могла вміщувати труби вагою до 2000 тонн.
Судно мало водолазне обладнання для проведення робіт на глибинах до 300 метрів.
Силова установка Apache складалась з двох двигунів загальною потужністю 5,3 МВт. Судно пересувалось до місця виконання робіт з операційною швидкістю 12,5 вузла при робочому радіусі в 5000 миль. Для точного встановлення на позицію та утримування на ній використовувалась система динамічного позиціювання.
На борту Apache облаштували каюти для 120 осіб (включаючи команду з 35 осіб), що на момент спорудження було вдвічі менше за традиційний персонал трубоукладальних суден. Такий результат досягався завдяки винесенню частини операцій на берегову базу.

## Завдання судна
Судно виконувало роботи протягом трьох десятиліть у різних регіонах світу, зокрема в Північному морі, Мексиканській затоці та австралійських водах. За цей час воно здійснило понад 400 проектів, включаючи прокладання першого жорсткого подвійного трубопроводу (pipe-in-pipe, конструкція із вкладених один в один трубопроводів) у Басовій протоці.
На початку 2000-х "Apache" спорудило біля північно-західного узбережжя Австралії трубопровід для видачі продукції газових родовищ Ехо та Йодел.
В першій половині 2008-го "Apache" здійснило прокладання газопроводу для видачі продукції новозеландського родовища Купе (протока Кука).
У серпні 2009 року Apache востаннє залучили до роботи на газовому родовищі Беббідж у британському секторі Північного моря, після чого воно відплило до фінського Порі для демобілізації в межах проекту створення трубоукладального судна Apache II.